# Hoekenes
Hoekenes in een straat in Amsterdam Nieuw-West. De straat ligt vanwege haar lengte in diverse buurten (onder andere Wildemanbuurt) in Osdorp.

## Geschiedenis en ligging
De straat kreeg op 15 januari 1958 per raadsbesluit haar naam. Ze werd daarbij vernoemd naar het voormalige eilandje Hoekenes in het IJ. De straat loopt tussen Osdorperban in het noorden naar het zuiden, voert middels brug 755 over de Osdorpergracht, kruist de Pieter Calandlaan en eindigt op de Slotervaart.
Amsterdam kent meerdere ruimten vernoemd naar Hoekenes:
- Hoekenesgracht, gracht parallel lopende aan de straat op ongeveer hetzelfde traject; de gracht heeft een belangrijke functie voor de waterhuishouding in de Westelijke Tuinsteden en staat via de Osdorpergracht in verbinding met de Sloterplas; aan de overzijde van de gracht ligt Stadspark Osdorp
- Hoekenespad; voet- en fietspad tussen Meer en Vaart en Wolbrantskerkweg, dat ligt haaks op Hoekenes; hier stond sinds eind jaren zestig tot  1976 een groot labyrint van houten noodlokalen van de Osdorper schoolgemeenschap op het tracé van een gepland, maar nooit uitgevoerd deel Cornelis Lelylaan. Na de eerste nieuwbouw van de school aan het Hoekenes 61 en langs de Pieter Calandlaan bleef het oostelijke gedeelte nog tot in de loop van de jaren tachtig in gebruik.
- Hoekenesplantsoen (sinds 2011); plantsoen ontstaan tijdens nieuwbouw in de wijk.

## Gebouwen
De eerste gebouwen kwamen hier vlak na de naamgeving. Op de terreinen van de Osdorper Scholengemeenschap werd nadien gebouwd; ook in de jaren tien van de 21e eeuw werd er gebouwd. Zo is er sociale woningbouw te vinden uit de jaren vijftig, maar tussen Tussen Meer en de Pieter Calandlaan straat en gracht staat een aantal bungalows, ook wel aangeduid als “de goudkust van Osdorp”.

## Kunst
Aan de Hoekenes bevinden zich een drietal artistieke kunstwerken en een architectonische anachronisme: 

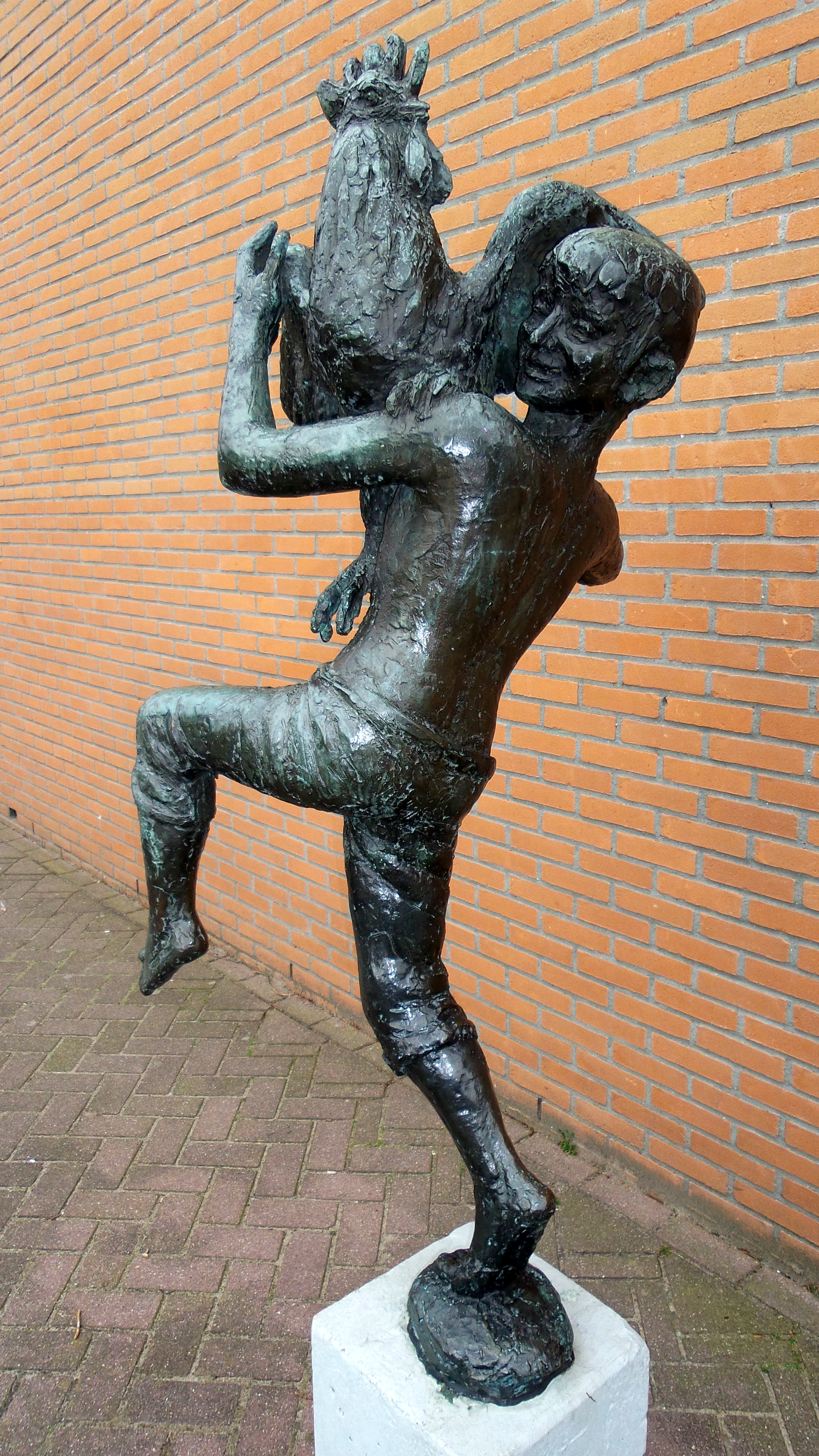
Jongen met haan van Ruth Brouwer op het schoolplein van Osdorpse Montessori School
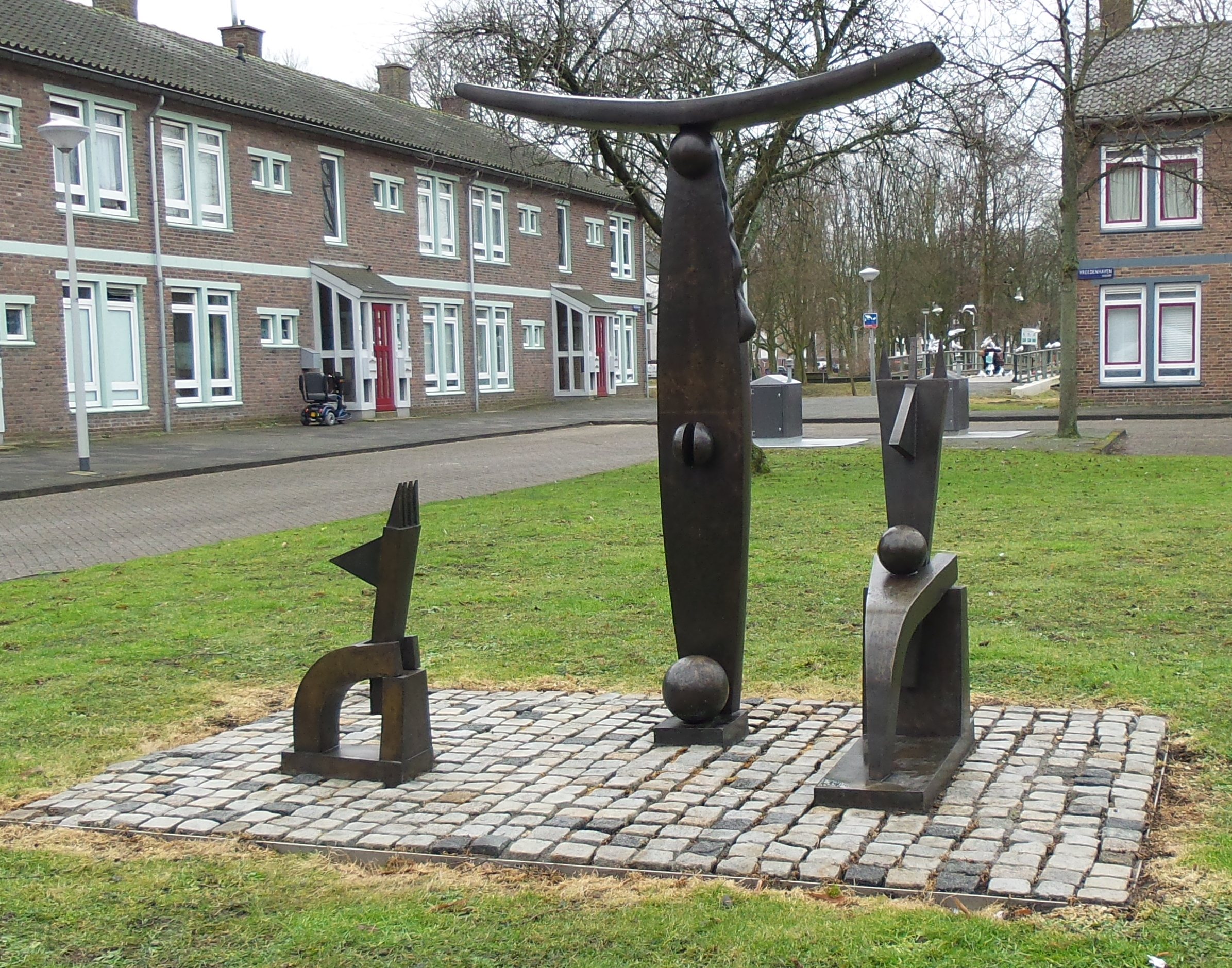
Vruchtbaarheid van Jacques Jutte ter hoogte van Vreedenhaven
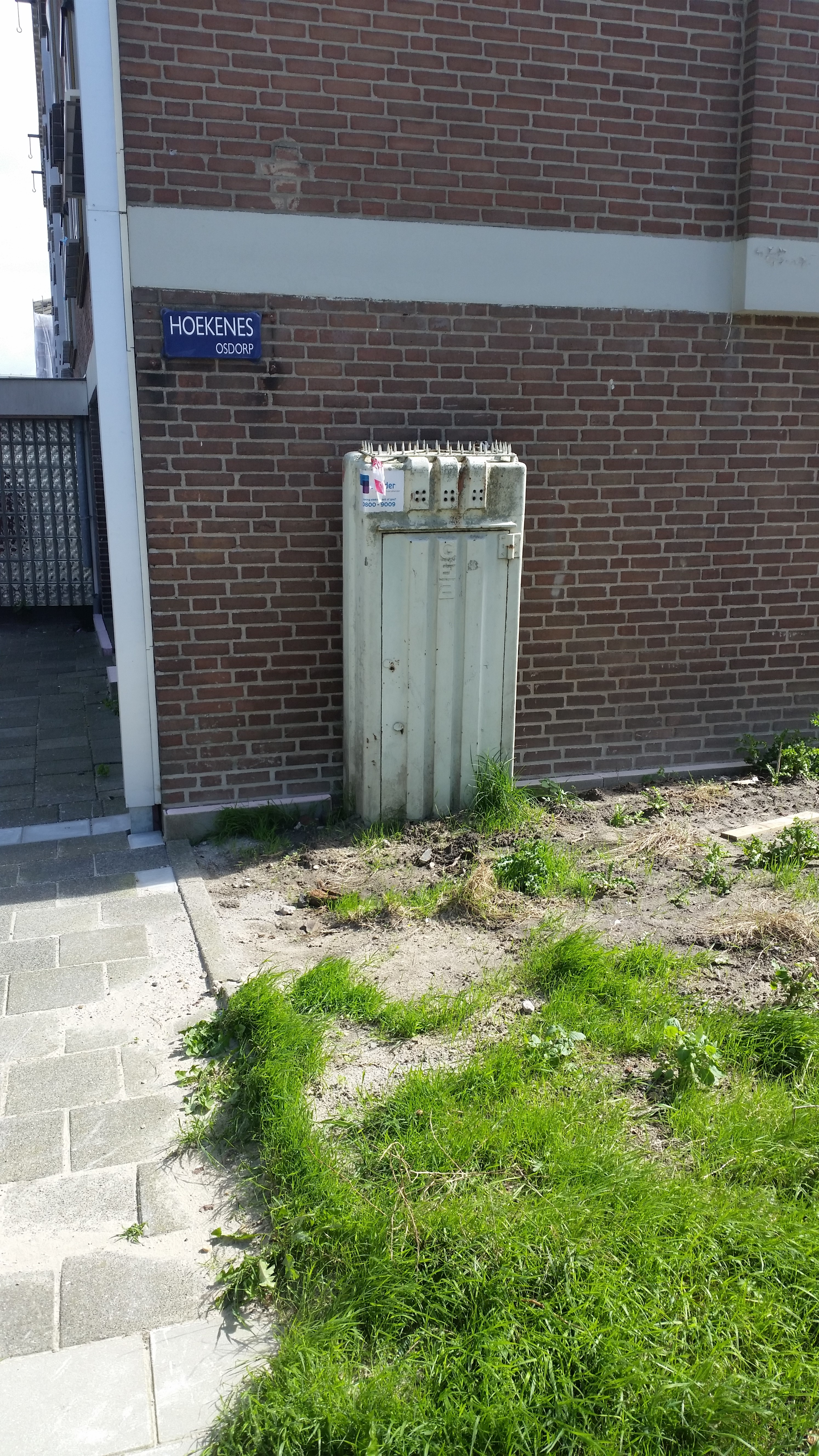
Splitskast van Pieter Lucas Marnette in de stijl van de Amsterdamse School, die al passé was toen de buurt werd aangelegd
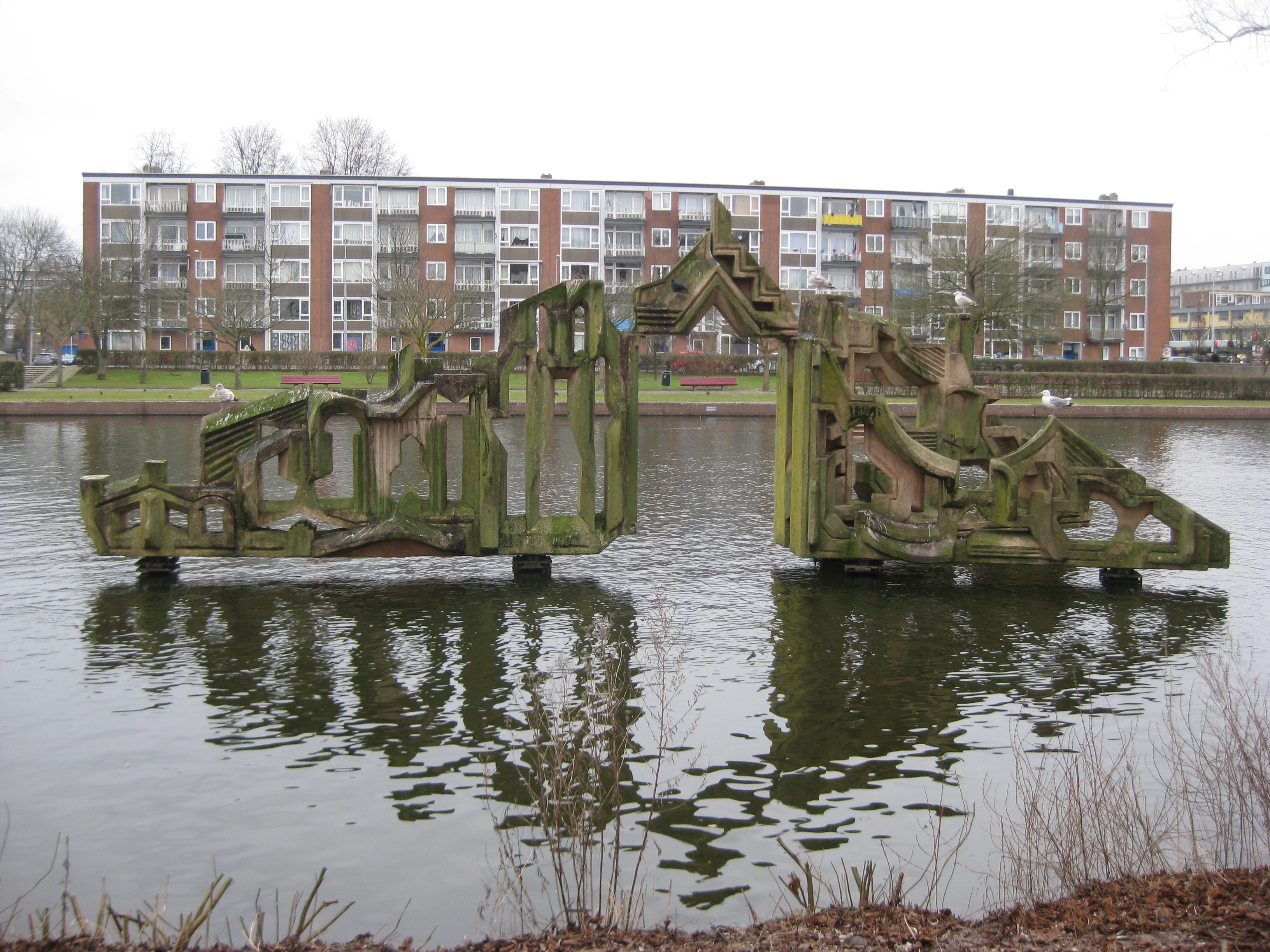
Monument voor de vrede van Heppe de Moor in de Hoekenesgracht met op de achtergrond Hoekenes

## Openbaar vervoer
In de straat zelf rijdt geen openbaar vervoer meer. De Hoekenes heeft wel twee tramhaltes van kruisende tramlijnen. Een op de Pieter Calandlaan met de tramhalte Hoekenes van tram 1 en een tramhalte Hoekenes op het Tussenmeer van de tramlijnen 17 en 27. Van 1960 tot 2011 had bus 19 een halte Hoekenes op het Tussenmeer. Sinds 10 juli 1960 kruist bus 23, sinds 2006 bus 63 de Hoekenes via de Osdorperban. Van 10 juli 1960 tot 30 oktober 1960 had bus 19 er zijn standplaats langs de Hoekenesgracht ter hoogte van de van Suchtelen van de Haarestraat.